# 屋裏村
屋裏村（やうちむら）は、島根県大原郡にあった村。現在の雲南市加茂町猪尾、加茂町東谷、加茂町岩倉、加茂町大崎、加茂町延野、加茂町大竹、加茂町新宮、加茂町砂子原にあたる。

## 地理
- 河川：猪尾川[1]、岩倉川[2]、東谷川[3]、赤川[4]、寺谷川[5]、中村川[6]
- 山岳：岩倉大山[2]、水越山[5]、光明寺山[5]

## 歴史
- 1889年（明治22年）4月1日、町村制の施行により、大原郡猪尾村、東谷村、岩倉村、大崎村、延野村、大竹村、新宮村、砂子原村が合併して村制施行し、屋裏村が発足[7][8]。
- 1934年（昭和9年）5月1日、大原郡加茂町、神原村と合併し加茂町が存続して廃止された[7][8]。

### 地名の由来
古代の屋裏郷（現雲南市大東町）による。

## 産業
- 農業[7]

## 交通

### 国道
- 国道54号[1]